# Alheita pulloides
Alheita pulloides is een vlinder uit de familie van de Mimallonidae. De wetenschappelijke naam van de soort is voor het eerst geldig gepubliceerd in 1921 door Dognin.